# Championnat de Guadeloupe de football 2020-2021
Navigation
Édition précédente Édition suivante
La saison 2020-2021 du championnat de Guadeloupe de football de Régionale 1 met aux prises dix-huit clubs pour le titre de champion de Guadeloupe de football. L'AS Gosier remporte le troisième titre de son histoire et le deuxième consécutif dans une saison encore une fois bouleversée par la pandémie de Covid-19 qui nécessite plusieurs ajustements en cours d'exercice.

## Contexte
En raison de la pandémie de Covid-19, un arrêt définitif de l'édition 2019-2020 a été prononcé au printemps 2020. Cette situation contraint le championnat de Régionale 1 à s'adapter à la situation et à faire évoluer son format.
Ainsi, la ligue décide du passage de quatorze à dix-huit clubs avec la relégation d'une seule équipe à l'issue de l'exercice 2019-2020 et la promotion des champions et vice-champions des deux groupes de Régionale 2, en plus de l'invitation du CERFA FC, un institut local de développement de jeunes talents,.

## Format
Le format est le suivant :
- Dix-huit équipes réparties en deux groupes de neuf équipes qui s'affrontent en deux phases sous un format aller-retour ;
- Les quatre premiers de chaque groupe de la première phase se qualifient pour une poule haute dite « Élite régionale » de huit équipes dans la deuxième phase. Chaque club affronte en match aller-retour les quatre équipes non jouées durant la première phase.
- Les cinq autres équipes de chaque groupe de la première phase se retrouvent dans une poule basse de dix équipes dans la deuxième phase. Chaque club affronte en match aller-retour les cinq équipes non jouées durant la première phase.
- Les résultats obtenus lors de la première phase face à une équipe d'une même poule sont comptabilisés au début de la seconde phase.
- Le premier de la poule haute est déclaré champion de Guadeloupe à l'issue de la deuxième phase et obtient une place en Caribbean Club Shield 2022. Les équipes classées de la première à la quatrième place de la poule haute se qualifient pour la Coupe VIV.
- Les six équipes les moins bien classées (5e, 6e, 7e, 8e, 9e et 10e)de la poule basse à l'issue de la deuxième phase sont reléguées en Régionale 2. Seul le CERFA FC, par son statut d'invité, est immunisé face à une relégation. S'il se retrouve en position de relégable, alors ce sera l'équipe classée quatrième de la poule basse qui subira la relégation.
- Trois équipes de Régionale 2 accèderont à la Régionale 1 pour la saison 2021-2022.

## Participants
Un total de dix-huit équipes participent au championnat, treize d'entre elles étant déjà présentes la saison précédente, auxquelles s'ajoutent quatre promus de Régionale 2 que sont le Red Star de Pointe-à-Pitre, le Club Sport de Saint-François, l'AS Dynamo et la Juventus de Sainte-Anne. Le CERFA FC est invité par la ligue guadeloupéenne afin de développer les jeunes talents en participant au championnat d'élite. Seule l'Union des Artistes du Raizet a été relégué à l'issue de l'édition précédente.
| \| Gosier Sainte-Rose Marie-Galante Vieux-Habitants SSBM USBM Phare Arsenal RC Basse-Terre La Gauloise Lamentin Saint-François Red Star AS Dynamo CS Moulien Sainte-Anne CERFA Jeunesse Évolution \| Localisation des équipes engagées. |
| Gosier Sainte-Rose Marie-Galante Vieux-Habitants SSBM USBM Phare Arsenal RC Basse-Terre La Gauloise Lamentin Saint-François Red Star AS Dynamo CS Moulien Sainte-Anne CERFA Jeunesse Évolution                                          |

Légende des couleurs
- Qualifié pour le Caribbean Club Shield 2021
- Promu de Régionale 2 ou invité

| Club                                | Classement 2019-2020 | Stade                         | Ville                       |
| ----------------------------------- | -------------------- | ----------------------------- | --------------------------- |
| AS Gosier                           | Champion             | Stade Roger-Zami              | Le Gosier                   |
| Jeunesse Évolution                  | 2                    | Stade René-Serge-Nabajoth     | Les Abymes                  |
| US Baie-Mahault                     | 3                    | Stade Fiesque-Duchesne        | Baie-Mahault                |
| CS Moulien                          | 4                    | Stade Jacques-Ponrémy         | Le Moule                    |
| Unité sainte rosienne               | 5                    | Stade municipal               | Sainte-Rose                 |
| Amical Club de Marie-Galante        | 6                    | Stade José-Bade               | Capesterre-de-Marie-Galante |
| JS Vieux-Habitants                  | 7                    | Stade municipal               | Vieux-Habitants             |
| Solidarité scolaire de Baie-Mahault | 8                    | Stade Fiesque-Duchesne        | Baie-Mahault                |
| Phare du Canal                      | 9                    | Stade Cyrano-Arrendel         | Petit-Canal                 |
| La Gauloise de Basse-Terre          | 10                   | Stade Louis-André             | Basse-Terre                 |
| Arsenal Club                        | 11                   | Stade René-Serge-Nabajoth     | Petit-Bourg                 |
| RC Basse-Terre                      | 12                   | Stade Saint-Claude            | Basse-Terre                 |
| Stade lamentinois                   | 13                   | Stade Germain-Barbier         | Lamentin                    |
| Club Sport de Saint-François        | 1er (R2 A)           | Stade François-Xavier-Durimel | Saint-François              |
| Red Star de Pointe-à-Pitre          | 1er (R2 B)           | Stade René-Serge-Nabajoth     | Pointe-à-Pitre              |
| AS Dynamo                           | 2e (R2 B)            | Stade Jacques-Ponrémy         | Le Moule                    |
| Juventus de Sainte-Anne             | 2e (R2 B)            | Stade Valette                 | Sainte-Anne                 |
| CERFA FC                            | Équipe invitée       | Stade René-Serge-Nabajoth     | Les Abymes                  |

## Compétition

### Première phase
Les classements sont basés sur le barème de points suivant (victoire à 4 points, match nul à 2, défaite à 1).
Le départage final se fait selon les critères suivants :
- Le nombre de points.
- La différence de buts générale.
- Le nombre de buts marqués.

| Rang | Équipe                              | Pts | J  | G  | N | P  | Bp | Bc | Diff |
| ---- | ----------------------------------- | --- | -- | -- | - | -- | -- | -- | ---- |
| 1    | AS Gosier T                         | 56  | 16 | 12 | 4 | 0  | 38 | 14 | +24  |
| 2    | CS Moulien                          | 49  | 16 | 10 | 3 | 3  | 33 | 11 | +22  |
| 3    | Solidarité scolaire de Baie-Mahault | 43  | 16 | 8  | 3 | 5  | 27 | 22 | +5   |
| 4    | Juventus de Sainte-Anne P           | 41  | 16 | 7  | 4 | 5  | 19 | 18 | +1   |
| 5    | La Gauloise de Basse-Terre          | 38  | 16 | 6  | 4 | 6  | 15 | 18 | -3   |
| 6    | Stade lamentinois                   | 33  | 16 | 5  | 2 | 9  | 20 | 36 | -16  |
| 7    | Arsenal Club                        | 32  | 16 | 4  | 4 | 8  | 20 | 19 | +1   |
| 8    | Amical Club de Marie-Galante        | 26  | 16 | 2  | 5 | 9  | 7  | 18 | -11  |
| 9    | Club Sport de Saint-François P      | 25  | 16 | 2  | 3 | 11 | 15 | 40 | -25  |

| Rang | Équipe                       | Pts | J  | G | N | P | Bp | Bc | Diff |
| ---- | ---------------------------- | --- | -- | - | - | - | -- | -- | ---- |
| 1    | Jeunesse Évolution           | 48  | 16 | 8 | 8 | 0 | 25 | 10 | +15  |
| 2    | Phare du Canal               | 48  | 16 | 9 | 5 | 2 | 25 | 11 | +14  |
| 3    | Red Star de Pointe-à-Pitre P | 42  | 16 | 8 | 2 | 6 | 27 | 21 | +6   |
| 4    | Unité sainte rosienne        | 41  | 16 | 8 | 1 | 7 | 23 | 28 | -5   |
| 5    | US Baie-Mahault              | 37  | 16 | 5 | 6 | 5 | 35 | 28 | +7   |
| 6    | JS Vieux-Habitants           | 34  | 16 | 5 | 3 | 8 | 24 | 29 | -5   |
| 7    | RC Basse-Terre               | 30  | 15 | 3 | 6 | 6 | 18 | 23 | -5   |
| 8    | CERFA FC P                   | 29  | 16 | 3 | 4 | 9 | 24 | 41 | -17  |
| 9    | AS Dynamo P                  | 26  | 15 | 2 | 5 | 8 | 16 | 26 | -10  |

- Qualification pour la poule haute
- Qualification pour la poule basse

T : Tenant du titre

P : Promu de Régionale 2

### Deuxième phase
Alors que la pandémie de Covid-19 connait un nouveau sursaut en Guadeloupe, la plupart des activités sportives de groupe sont à l'arrêt mais les championnats de football se poursuivent mais la ligue doit encore une fois s'adapter afin de pouvoir mener à terme les différentes compétitions. Ainsi, les horaires des rencontres sont avancées afin de se conformer au couvre-feu en vigueur de 22h à 5h.
Mais finalement, la recrudescence de cas de Covid-19 persistant, la ligue décide de l'arrêt définitif des compétitions au 20 mai 2021 et utilise la méthode du quotient pour mettre en place le classement final qui détermine les champions, promotions et relégations à chaque niveau,. Bien que l'AS Dynamo conteste cette décision, elle est confirmée lors du conseil de ligue du 22 juillet qui entérinne de manière définitive les différents classements dans le football guadeloupéen. Il y a finalement deux descentes et quatre montées avec la Régionale 2.
| Rang | Équipe                              | Pts       | J | G | N | P | Bp | Bc | Diff |
| ---- | ----------------------------------- | --------- | - | - | - | - | -- | -- | ---- |
| 1    | AS Gosier T                         | 30 (3,33) | 9 | 6 | 3 | 0 | 21 | 10 | +11  |
| 2    | Jeunesse Évolution                  | 23 (2,88) | 8 | 4 | 3 | 1 | 9  | 5  | +4   |
| 3    | Phare du Canal                      | 23 (2,56) | 9 | 4 | 2 | 3 | 11 | 9  | +2   |
| 4    | CS Moulien                          | 23 (2,56) | 9 | 4 | 2 | 3 | 11 | 9  | +2   |
| 5    | Juventus de Sainte-Anne P           | 22 (2,44) | 9 | 4 | 1 | 4 | 10 | 10 | 0    |
| 6    | Red Star de Pointe-à-Pitre P        | 16 (2,00) | 9 | 2 | 1 | 6 | 12 | 13 | -1   |
| 7    | Solidarité scolaire de Baie-Mahault | 16 (1,78) | 8 | 2 | 2 | 4 | 13 | 21 | -8   |
| 8    | Unité sainte rosienne               | 15 (1,67) | 9 | 2 | 0 | 7 | 7  | 17 | -10  |

| Rang | Équipe                       | Pts       | J  | G | N | P | Bp | Bc | Diff |
| ---- | ---------------------------- | --------- | -- | - | - | - | -- | -- | ---- |
| 1    | La Gauloise de Basse-Terre   | 31 (3,10) | 10 | 6 | 3 | 1 | 15 | 6  | +9   |
| 2    | Arsenal Club                 | 29 (2,90) | 10 | 5 | 4 | 1 | 17 | 7  | +10  |
| 3    | RC Basse-Terre               | 21 (2,63) | 8  | 3 | 4 | 1 | 13 | 11 | +2   |
| 4    | Stade lamentinois            | 24 (2,40) | 10 | 4 | 2 | 4 | 19 | 24 | -5   |
| 5    | US Baie-Mahault              | 26 (2,36) | 11 | 4 | 3 | 4 | 26 | 18 | +8   |
| 6    | JS Vieux-Habitants           | 23 (2,30) | 10 | 3 | 4 | 3 | 17 | 15 | +2   |
| 7    | Amical Club de Marie-Galante | 25 (2,27) | 11 | 3 | 5 | 3 | 9  | 10 | -1   |
| 8    | AS Dynamo P                  | 19 (2,11) | 9  | 2 | 4 | 3 | 20 | 19 | +1   |
| 9    | CERFA FC P                   | 20 (1,82) | 11 | 2 | 3 | 6 | 17 | 26 | -9   |
| 10   | Club Sport de Saint-François | 15 (1,50) | 10 | 1 | 2 | 7 | 7  | 21 | -14  |

- Champion et qualification pour le Caribbean Club Shield 2022
- Relégation en Régionale 2

T : Tenant du titre

P : Promu de Régionale 2

## Bilan du tournoi
| Championnat de Guadeloupe de football 2020-2021 |                              |
| Champion                                        | AS Gosier (3e titre)         |
| Dauphin                                         | Jeunesse Évolution           |
| Qualifications continentales                    |                              |
| Caribbean Club Shield 2022                      | AS Gosier                    |
| Promotions et relégations                       |                              |
| Promus en Régionale 1                           | ASC Siroco Les Abymes        |
| Promus en Régionale 1                           | L'Étoile de Morne-à-l'Eau    |
| Promus en Régionale 1                           | CA Marquisat                 |
| Promus en Régionale 1                           | SC Baie-Mahault              |
| Relégués en Régionale 2                         | AS Dynamo                    |
| Relégués en Régionale 2                         | Club Sport de Saint-François |